# والری ماهافی
والری ماهافی (انگلیسی: Valerie Mahaffey؛ زادهٔ ۱۶ ژوئن ۱۹۵۳ – درگذشتهٔ ۳۰ مهٔ ۲۰۲۵) یک هنرپیشه اهل ایالات متحده آمریکا بود. وی از سال ۱۹۷۶ تا ۲۰۲۲ میلادی مشغول فعالیت بود.
وی در سال ۱۹۹۲ میلادی، برندهٔ جایزه امی گردید.

## گزیدهٔ آثار

### سینما
- جک و جیل (۲۰۱۱)
- اولین عروسی من (۲۰۰۶)
- سیبیسکوت (۲۰۰۳)
- خروج فرانسه (۲۰۲۰)

### تلویزیون
- هارت آو دیکسی (۲۰۱۴)
- آناتومی گری (۲۰۱۳)
- گلی (۲۰۱۳–۲۰۱۱)
- داستان زندگی هوپ (۲۰۱۰)
- هانا مونتانا (۲۰۱۰)
- بوستون لیگال (۲۰۰۸)
- درمانگاه خصوصی (۲۰۰۷)
- کدبانوهای وامانده (۲۰۰۷–۲۰۰۶ و ۲۰۱۲)
- سی‌اس‌آی (۲۰۰۶)
- فریژر (۲۰۰۳)
- قانون و نظم: واحد قربانیان ویژه (۲۰۰۲)
- بال غربی (۲۰۰۱)
- بخش فوریت‌های پزشکی (۱۹۹۹)
- خیال باطل (۱۹۹۲)
- ساینفلد (۱۹۹۱)